# Трижилка короткозвисла
{{#ifeq:0|0|{{#if:Antitrichia curtipendula|{{#if:|[[]}}|[[]]}}}}
Трижилка короткозвисла (Antitrichia curtipendula) — вид мохів порядку гіпнобрієвих (Hypnales).

## Поширення
Ареал охоплює такі частини світу: Європа, Північна Америка, Африка.
Населяє стовбури та гілки Acer, Alnus, Populus, Prunus, Quercus, хвойні дерева, мертві гілки, корчі, оброблені або розкладені колоди, кремнеземна порода, ґрунт, гумус; на висотах від 0 до 2100 метрів.

## Характеристика

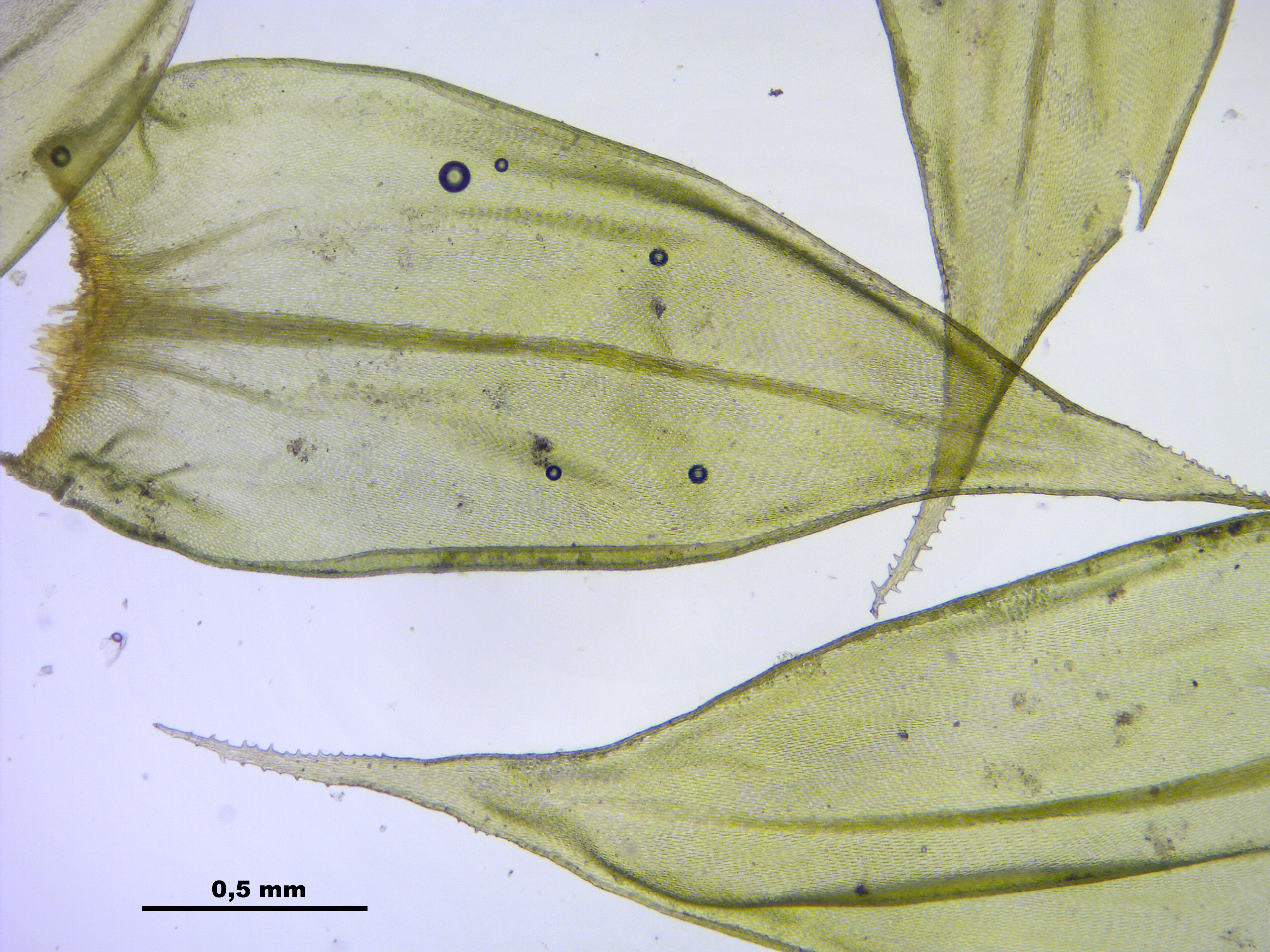

Рослини розпростерті, зелені, листяні чи жовто-коричневі в сухому стані, яскраво-зелені у вологому стані. Вторинні стебла 10–20 см, неправильно перисті, бічні гілки нерівні, до 3 см, іноді висять і дистально джгутикові, зрідка несуть менші (менше 5 мм) гілочки. Стеблові листки прямовисні коли сухі, прямовисно-розпростерті коли вологі, від широко-яйцюватих до яйцювато-ланцетних; краї зубчасті на верхівці. Листя гілок схожі. Коробочкові ніжки 0.8–1.5 мм. Коробочка прямосиметрична, від коричневого до жовто-коричневого, видовжено-яйцювата, 4–5 мм. Спори 20–30 мкм.